# ماتیلدا روزکویست
ماتیلدا روزکویست (انگلیسی: Matilda Rosqvist؛ زادهٔ ۱۶ اکتبر ۱۹۸۹) بازیکن فوتبال اهل سوئد است.
از باشگاه‌هایی که در آن بازی کرده‌است می‌توان به دیوری گردن اشاره کرد.